# Musashi (couraçado)
O Musashi (武蔵) foi um navio couraçado operado pela Marinha Imperial Japonesa na Segunda Guerra Mundial e construído pela Mitsubishi em Nagasaki. Foi a segunda embarcação da Classe Yamato  depois do Yamato, com os dois sendo os mais pesados e poderosos navios de guerra já construídos na história.
Nomeado em homenagem à província de Musashi, sua construção começou em março de 1938 e ele foi comissionado em agosto de 1942 como a nau-capitânia da Frota Combinada, passando o resto do ano realizando exercícios de treinamento. O Musashi foi transferido para Turk no começo de 1943 e partiu em diversas missões sem sucesso a fim de procurar forças da Marinha dos Estados Unidos. O navio também foi usado pelo ano seguinte para transportar tropas e equipamentos entre o Japão e várias das ilhas ocupadas.
O Musashi acabou torpedeado no início de 1944 por um submarino americano, sendo forçado a voltar para o Japão a fim de realizar reparos, com a marinha aproveitando a chance para aumentar seu armamento antiaéreo. Ele esteve presente na Batalha do Mar das Filipinas em junho, porém não entrou em combate. A embarcação foi afundada em 24 de outubro durante a Batalha do Golfo de Leyte por aproximadamente dezenove torpedos e dezessete bombas, com apenas metade de sua tripulação sobrevivendo.

## Projeto
Como a marinha japonesa previa que seria incapaz de produzir tantos navios quanto os Estados Unidos, os navios da classe Yamato com seu tamanho e armamento pesado foram projetados para serem individualmente superiores aos navios de guerra americanos. Musashi tinha um comprimento de 244 metros entre perpendiculares e 263 metros (862 pés, 10 polegadas) no total. Ela tinha um feixe de 36,9 metros e um calado de 10,86 metros em carga profunda. A nau deslocou 64.000 toneladas (65.000 t) em carga padrão e 71.659 toneladas longas (72.809 t) em carga profunda. Sua equipe consistia em 2.500 oficiais e alistados em 1942 e cerca de 2.800 em 1944.
O navio de guerra possuía quatro conjuntos de turbinas a vapor com engrenagem Kampon, cada uma das quais dirigia um eixo de hélice. As turbinas foram projetadas para produzir um total de 150.000 cavalos de potência (110.000 kW), usando o vapor fornecido por 12 caldeiras de tubo de água Kampon, para lhe proporcionar uma velocidade máxima de 27 nós (50 km / h; 31 mph). Ela tinha uma capacidade de armazenamento de 6.300 toneladas (6.400 t) de óleo combustível, fornecendo um alcance de 13.200 milhas náuticas (13.300 km; 8.300 milhas) a uma velocidade de 16 nós (30 km / h; 18 mph).

### Armamento

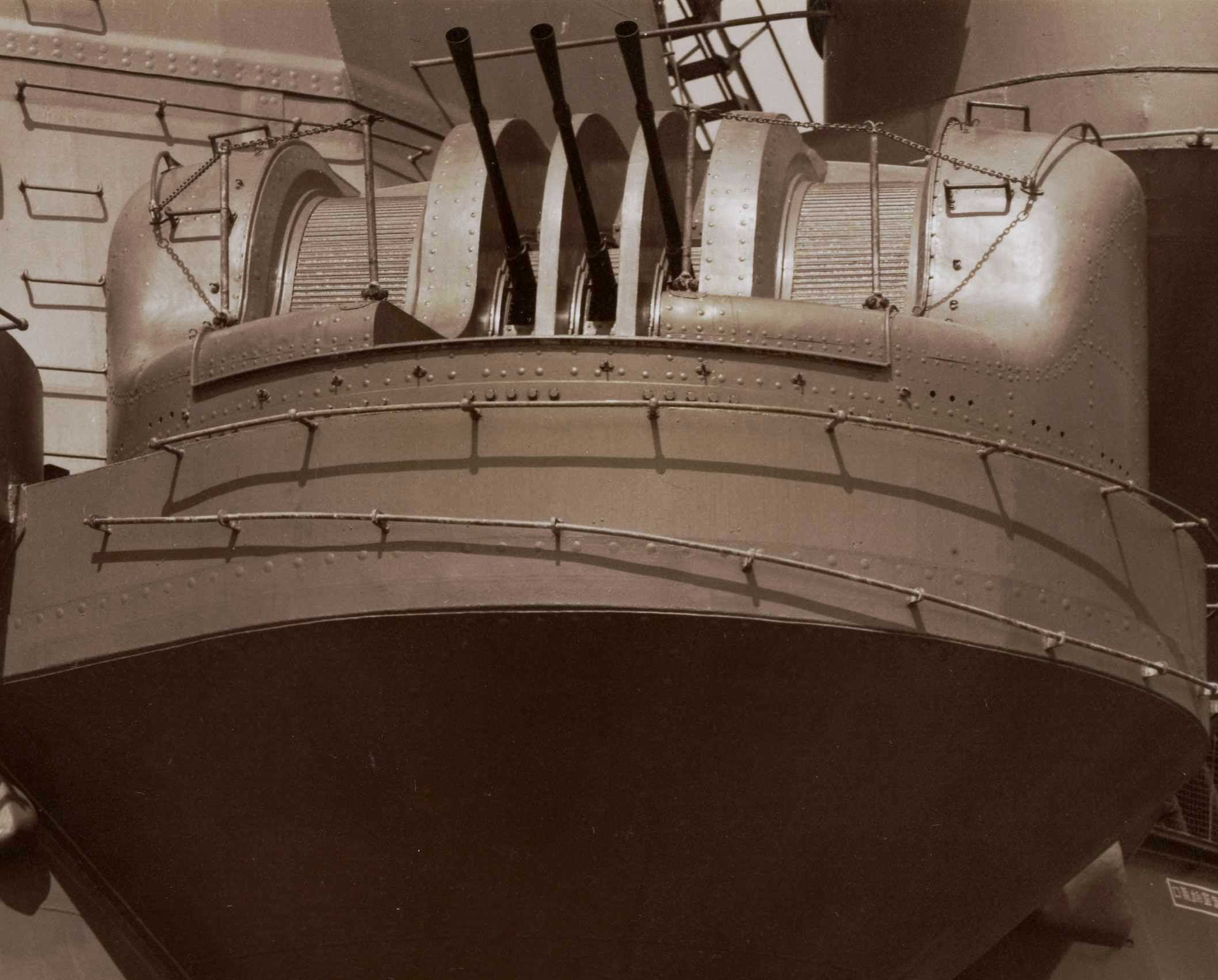
Armamento de torre de defesa anti-aérea do Musashi, foto de 1943.

A bateria principal do Musashi consistia de nove armas calibre .45 Tipo 94 de 46 centímetros montado em três torres de arma tripla, numerados de frente para trás. As armas tinham uma cadência de tiro de 1,5 a 2 rodadas por minuto. A bateria secundária do navio consistia em doze canhões de 15,5 centímetros, calibre 60 Tipo 3 montados em quatro torres triplas, uma na proa e atrás da superestrutura e uma de cada lado a meia-nau. Estes estavam disponíveis quando os cruzadores da classe Mogami foram rearmados com canhões de 20,3 centímetros. A pesada defesa antiaérea foi fornecida por uma dúzia de armas de duplo propósito do tipo 89, calibre 40, 127 milímetros em seis torres gêmeas, três de cada lado da popa. Musashi também carregava trinta e seis canhões automáticos Tipo 96 25 mm em montagens de artilharia tripla, tudo montado na superestrutura. O navio também recebeu dois suportes duplos para as metralhadoras antiaéreas tipo 93 de 13,2 milímetros (0,52 polegadas) construídas sob licença, uma em cada lado da ponte.
Enquanto o navio estava em reparo em abril de 1944, as duas torres de asa de 15,5 cm foram removidas e substituídas por três suportes triplos de 25 mm cada. Um total de dezesseis montagens triplas de 25 mm e vinte e cinco montagens simples foram adicionadas naquele momento, dando ao navio um armamento AA leve totalizando cento e quinze canhões.

### Blindagem
O cinturão principal da blindagem do navio era idêntico ao do Yamato, com 410 mm de espessura e inclinado para fora 20 graus no topo. Abaixo havia um revestimento nas anteparas transversais que variava em espessura de 270 a 200 milímetros sobre os compartimentos de revistas e máquinas, respectivamente; afilou-se em uma blindagem com espessura de 75 milímetros na borda inferior. A armadura do convés variava de 230 a 200 milímetros de espessura (9,1 a 7,9 polegadas). As torres foram protegidas com uma placa de blindagem com 650 milímetros (25,6 pol.) de espessura na face, 250 milímetros nas laterais e 270 milímetros no telhado. As barbetas das torres foram protegidas por uma blindagem de 560 a 280 milímetros de espessura, e as torres dos canhões de 155 mm foram protegidas por placas de blindagem de 50 milímetros. Os lados da torre de comando tinham 500 milímetros de espessura e um telhado de 200 milímetros de espessura. Debaixo das revistas havia placas de blindagem de 50 a 80 milímetros para proteger a nave dos danos causados pelas minas. Musashi continha 1147 compartimentos estanques (1065 embaixo do convés da blindagem, 82 acima) para preservar a flutuabilidade em caso de dano em batalha.

### Aeronaves
Musashi estava equipada com duas catapultas em seu tombadilho e podia guardar até sete hidroaviões em seu hangar abaixo do convés. O navio operava biplanos Mitsubishi F1M e monoplanos Aichi E13A 1 e usava um guindaste montado na popa de 6 toneladas para recuperação.

### Controle de disparos e sensores
O navio estava equipado com quatro telémetros de 15 metros, um em sua superestrutura dianteira e um em suas torres principais, e outra unidade de 10 metros em sua superestrutura traseira. Cada torre de 15,5 centímetros foi equipada com um telêmetro de 8 metros. O fogo em baixo ângulo foi controlado por dois diretores de controle de incêndio Tipo 98 , montados acima dos telémetros na superestrutura. Os diretores de alto ângulo do tipo 94 controlavam os canhões AA de 127 mm, com os diretores de curto alcance do tipo 95 para os canhões AA de 25 mm.
Musashi foi construído com um sistema de hidrofone Tipo 0 em seu arco, utilizável apenas enquanto parado ou em baixa velocidade. Em setembro de 1942, um radar de busca aérea do Tipo 21 foi instalado no teto do telêmetro de 15 metros na parte superior da superestrutura dianteira. Dois radares de busca de superfície Tipo 22 foram instalados na superestrutura dianteira em julho de 1943. Durante os reparos em abril de 1944, o radar Tipo 21 foi substituído por uma versão mais moderna, e um radar de aviso prévio Tipo 13 foi instalado.

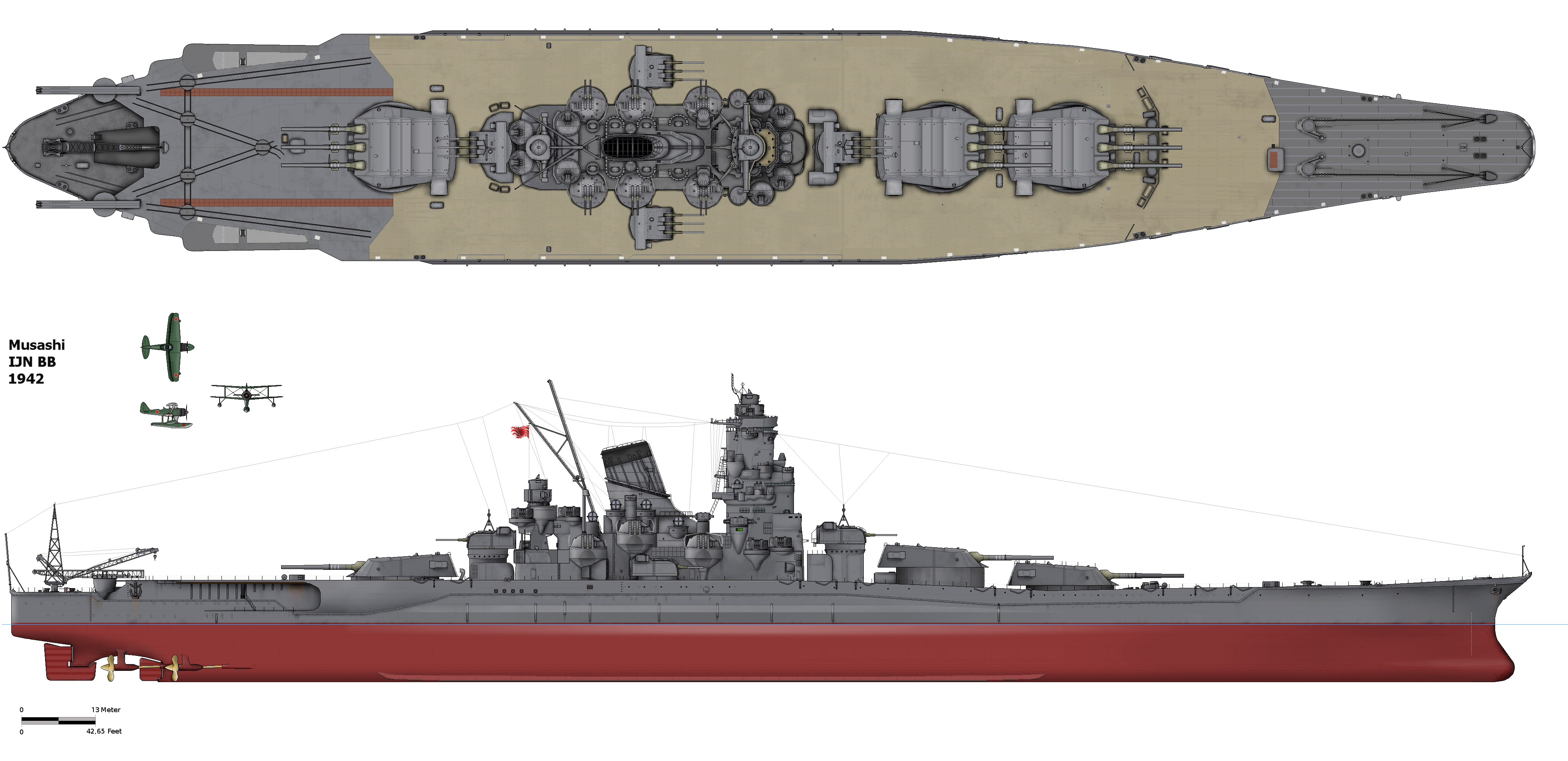
Projeto do Musashi concebido em 1942.

### Construção
Para lidar com grande tamanho e peso do Musashi, a rampa de lançamento foi reforçada, oficinas foram expandidas, e dois guindastes flutuantes foram construídos. A quilha do navio foi instalada em 29 de março de 1938, no estaleiro Mitsubishi, em Nagasaki, e foi designado "Navio de guerra No. 2". Durante toda a construção, uma grande cortina feita de corda de cânhamo pesando 408 t (450 toneladas) impediu que pessoas de fora vissem a construção.

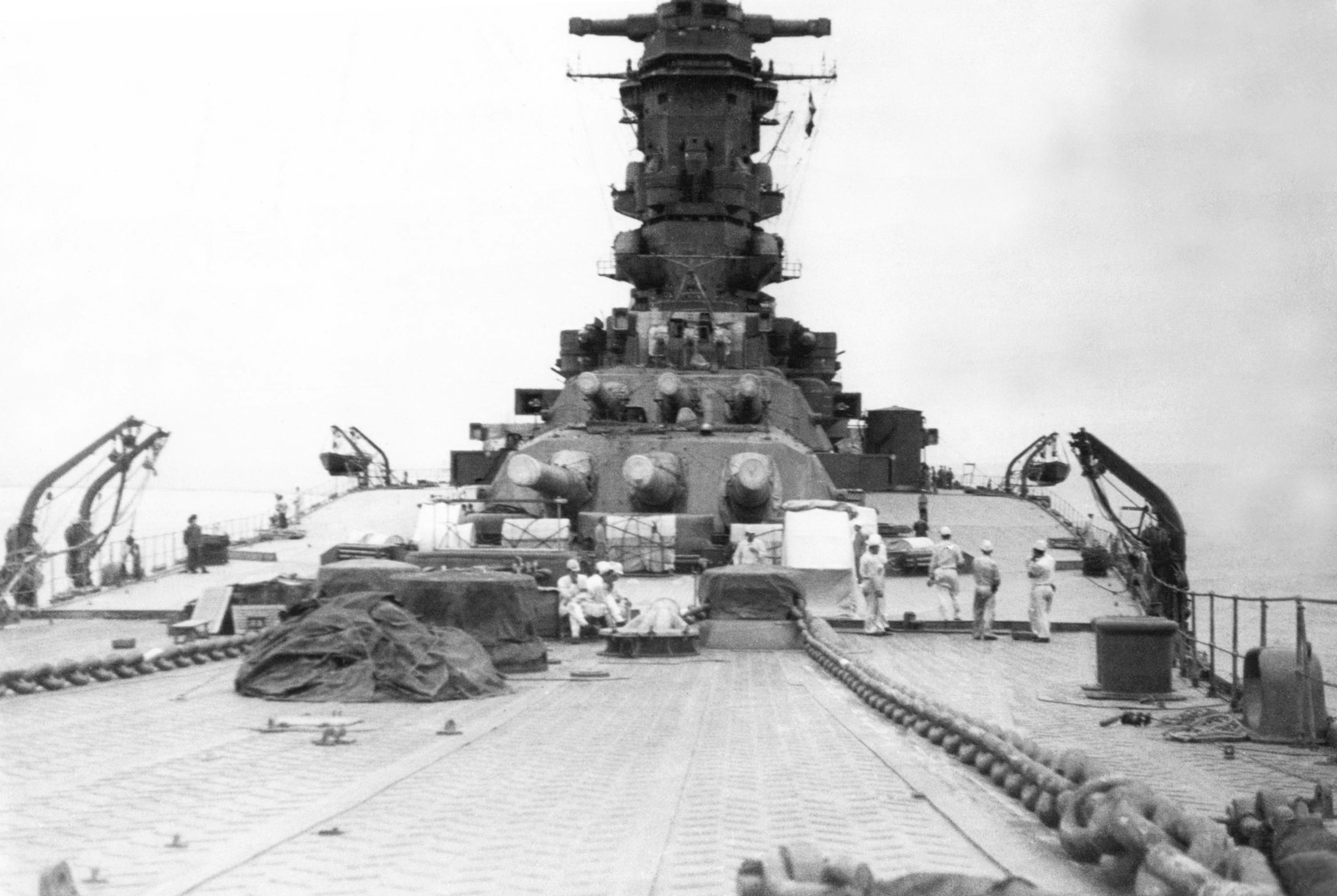
Musashi,agosto de 1942, foto tirada da proa.

O lançamento do Musashi também apresentou problemas. A plataforma de lançamento de 4 metros de espessura do navio, composta por nove pranchas Douglas de 44 cm aparafusadas, levou dois anos para ser montada (desde a quilha em março de 1938) devido à dificuldade na perfuração dos furos, perfeitamente retos, através de 4m de madeira fresca. O problema de desacelerar e parar o maciço casco uma vez dentro do estreito porto de Nagasaki foi resolvido ao anexar 570 toneladas (560 toneladas longas) de correntes pesadas em ambos os lados do casco para criar resistência ao arrasto na água. O lançamento foi ocultado por meio de um exercício de ataque aéreo em toda a cidade realizado no dia do lançamento para manter as pessoas dentro de suas casas. Musashi foi lançado em 1 de novembro de 1940, parando apenas 1 metro (3,3 pés) acima da distância prevista de 220 metros de viagem do casco através do porto. A entrada de uma massa tão grande na água causou uma onda de 120 cm , que varreu o porto e os rios locais, inundando casas e emborcando pequenos barcos de pesca. Musashi  foi adaptado e testado próximo a Sasebo, com o Capitão Kaoru Arima designado como seu comandante.

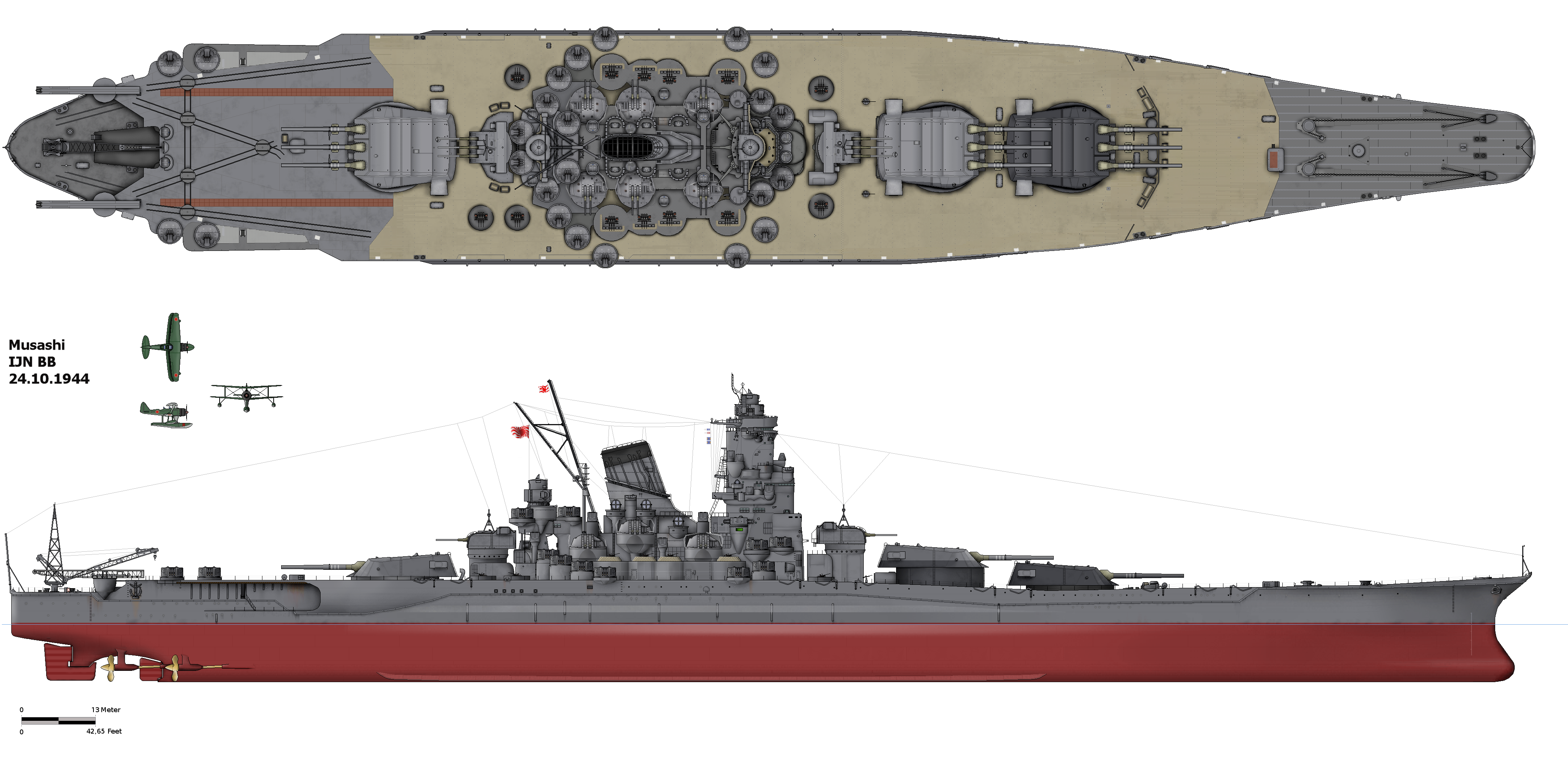
Musashi, como ele apareceu em meados de 1944.

No final da adaptação, as instalações de capitânia do navio, incluindo aquelas na ponte e nas cabines do almirante, que foram modificadas para satisfazer o desejo da Frota Combinada de ter o navio equipado como a capitânia principal do comandante em chefe, como a sua irmã Yamato estava muito adiantado para tais mudanças. Essas alterações, junto com as melhorias na armadura da bateria secundária, atrasaram os testes de conclusão e pré-entrega de Musashi por dois meses, até agosto de 1942.

## História

### Primeiros anos
Musashi foi comissionado em Nagasaki em 5 de agosto de 1942 e designado para a 1ª Divisão de Navios de Guerra, juntamente com Yamato, Nagato e Mutsu. Começando cinco dias depois, o navio conduziu testes de máquinas e manuseio de aeronaves perto de Hashirajima. Seu armamento secundário de doze canhões de 127 mm, 12 montagens triplas de 25 mm e quatro metralhadoras antiaéreas de 13,2 mm (0,52 pol.) foi instalado de 3 a 28 de setembro de 1942 em Kure, bem como um radar tipo 21. O navio foi posto em serviço até o fim do ano. O capitão Arima foi promovido a contra-almirante em 1º de novembro.

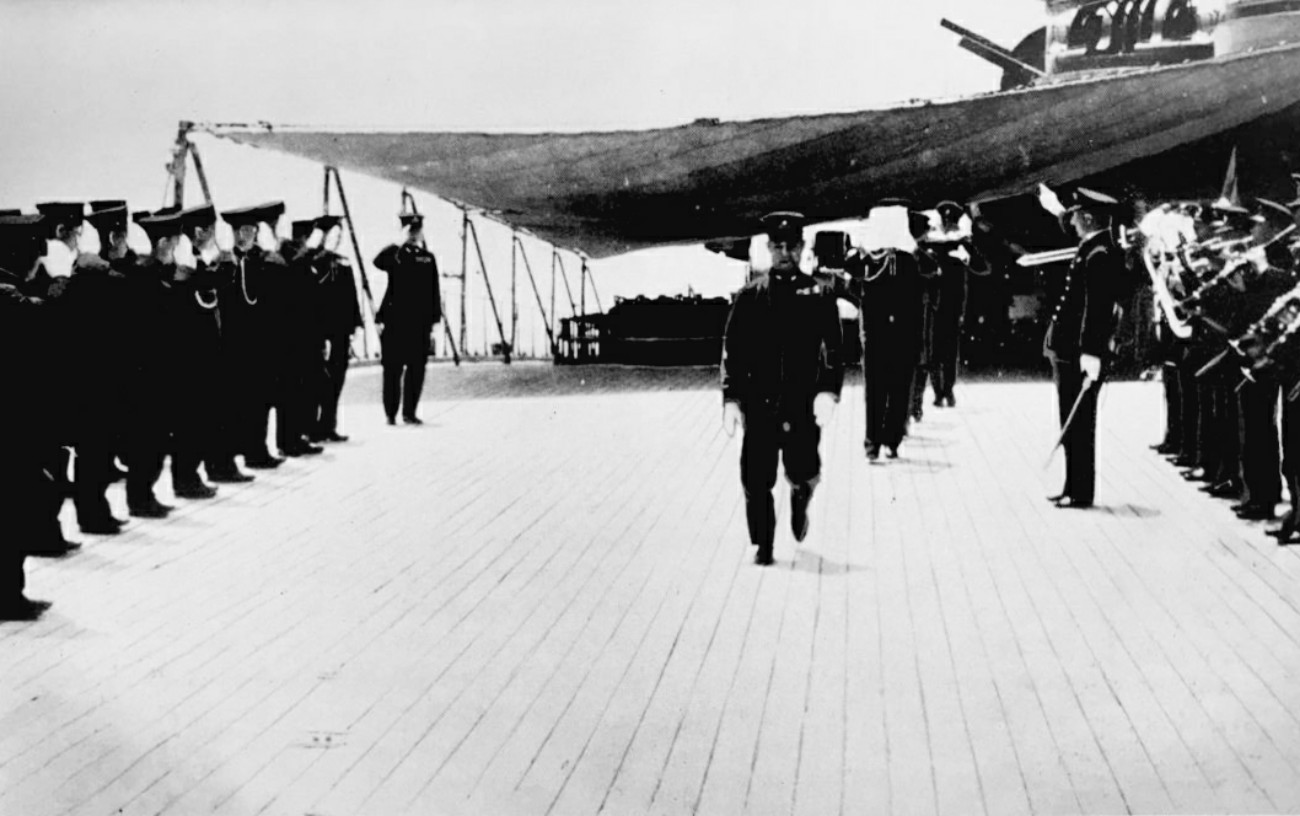
As cinzas do almirante da Marinha Imperial Japonesa Isoroku Yamamoto são carregadas do Musashi em Kisarazu, Japão, em 23 de maio de 1943.

Musashi foi designado para a Frota Combinada, comandada pelo almirante Isoroku Yamamoto, em 15 de janeiro de 1943 e navegou para Truk três dias depois, chegando em 22 de janeiro. Em 11 de fevereiro, ela substituiu o navio irmão Yamato como navio-chefe da frota. Em 3 de abril, Yamamoto deixou Musashi e voou para Rabaul, Nova Bretanha, para dirigir pessoalmente a "Operação I-Go", uma ofensiva aérea japonesa nas Ilhas Salomão. Suas ordens foram interceptadas e decifradas pelo Magic (sistema de criptografia utilizada durante a Segunda Guerra), e os caças americanos Lockheed P-38 Lightning abateram sua aeronave e o mataram na Operação Vengeance, enquanto ele estava a caminho da Nova Bretanha para Ballale, Bougainville. Em 23 de abril, seus restos cremados foram levados de volta a Truk e colocados em sua cabine a bordo de Musashi.
Em 17 de maio, em resposta aos ataques norte-americanos à ilha de Attu, Musashi – junto com o porta-aviões Hiyō, dois cruzadores pesado e nove contratorpedeiros – foram para o norte do Pacífico. Quando não houve contato com as forças americanas, os navios partiram para Kure em 23 de maio, onde as cinzas de Yamamoto foram retiradas da embarcação em preparação para um formal funeral de Estado. Imediatamente depois, a força-tarefa de Musashi foi significativamente reforçada para contra-atacar as forças navais americanas de Attu, mas a ilha foi capturada antes que a força pudesse intervir. Em 9 de junho, Arima foi substituído pelo capitão Keizō Komura. Em 24 de junho, enquanto era revisado no Arsenal Naval de Yokosuka, Musashi foi visitado pelo imperador Hirohito e por oficiais da marinha de alto escalão. De 1 a 8 de julho, o navio foi equipado com um par de radares do tipo 22 em Kure. Partiu para Truk em 30 de julho e chegou lá seis dias depois, onde retomou sua posição como navio-chefe da frota do almirante Mineichi Koga.

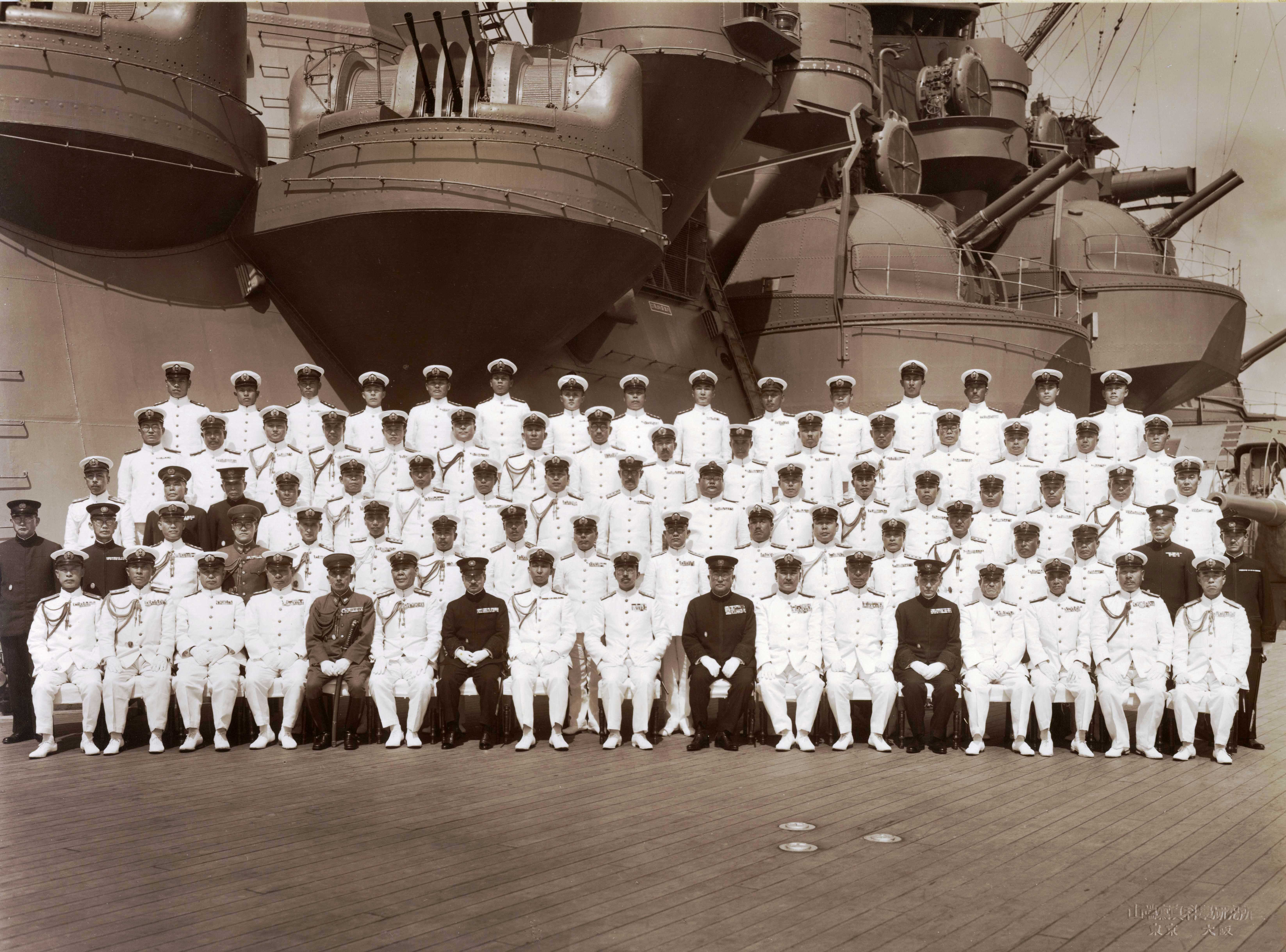
Uma foto-operação a bordo do navio de guerra Musashi ao retornar à Base Naval de Yokosuka com os restos de Yamamoto.

Em meados de outubro, em resposta às suspeitas de ataques americanos planejados na Ilha Wake, Musashi levou uma grande frota - três porta-aviões, seis navios de guerra e 11 cruzadores - a interceptar as forças americanas, mas não conseguiu fazer contato e retornou a Truk em 26 de outubro. Ele passou o restante de 1943 em Truk Lagoon. O capitão Komura foi promovido a contra-almirante em 1º de novembro e transferido para a 3ª Frota em 7 de dezembro como chefe de gabinete, capitão Bunji Asakura assumindo o comando de Musashi.
O navio permaneceu em Truk Laggon até 10 de fevereiro de 1944, quando retornou a Yokosuka. Em 24 de fevereiro, Musashi partiu para Palau, carregando um batalhão do Exército Imperial Japonês e outro das Forças Nacionais de Desembarque Naval e seus equipamentos. Depois de perder a maior parte de sua carga de convés durante um tufão, o navio chegou a Palau em 29 de fevereiro e permaneceu lá pelo mês seguinte. Em 29 de março, Musashi partiu de Palau sob a escuridão da noite para evitar um ataque aéreo esperado, e encontrou o submarino USS Tunny, que disparou seis torpedos no navio de guerra; cinco deles falharam, mas o sexto fez um buraco de 5,8 metros de diâmetro perto da proa, inundando-a com 3000 toneladas de água. O golpe do torpedo matou sete tripulantes e feriu outros onze. Após reparos temporários, Musashi viajou para o Japão mais tarde naquela noite e chegou ao Arsenal Naval de Kure em 3 de abril. De 10 a 22 de abril,  ele foi reparado e seu armamento antiaéreo foi aumentado substancialmente. Quando desembarcou, em 22 de abril, a bateria secundária do navio compreendia seis canhões de 15,5 cm, vinte e quatro canhões de 12,7 cm, cento e trinta e 25 canhões de 25 mm e quatro metralhadoras de 13,2 mm. Também recebeu novos radares (que ainda eram primitivos em comparação com os equipamentos americanos), e trilhos de carga de profundidade foram instalados na parte traseira do convés.
Em maio de 1944, o capitão Asakura foi promovido a contra-almirante e Musashi partiu de Kure para Okinawa em 10 de maio, depois para Tawi-Tawi em 12 de maio. Foi designado para a 1ª Frota Móvel, sob o comando do vice-almirante Jisaburō Ozawa, com sua nau irmã. Em 10 de junho, os navios de guerra partiram de Tawi-Tawi para Bacan, sob o comando do vice-almirante Matome Ugaki, em preparação para a Operação Kon, um contra-ataque planejado contra a invasão americana de Biak. Dois dias depois, quando Ugaki chegou a notícia de ataques americanos a Saipan, sua força foi desviada para as Ilhas Marianas. Depois de se encontrarem com a força principal de Ozawa em 16 de junho, os navios de guerra foram designados para a 2ª Frota do Vice-Almirante Takeo Kurita. Durante a Batalha do Mar das Filipinas, Musashi não foi atacado. Após a derrota desastrosa do Japão na batalha (que ficou conhecida como "The Great Marianas Turkey Shoot"), a Segunda Frota retornou ao Japão. Em 8 de julho, Musashi e sua nau irmã embarcaram 3.522 homens e equipamentos do 106º Regimento de Infantaria do Exército da 49ª Divisão de Infantaria e navegaram para a Ilha Lingga, onde chegaram em 17 de julho.

### Batalha do Golfo de Leyte

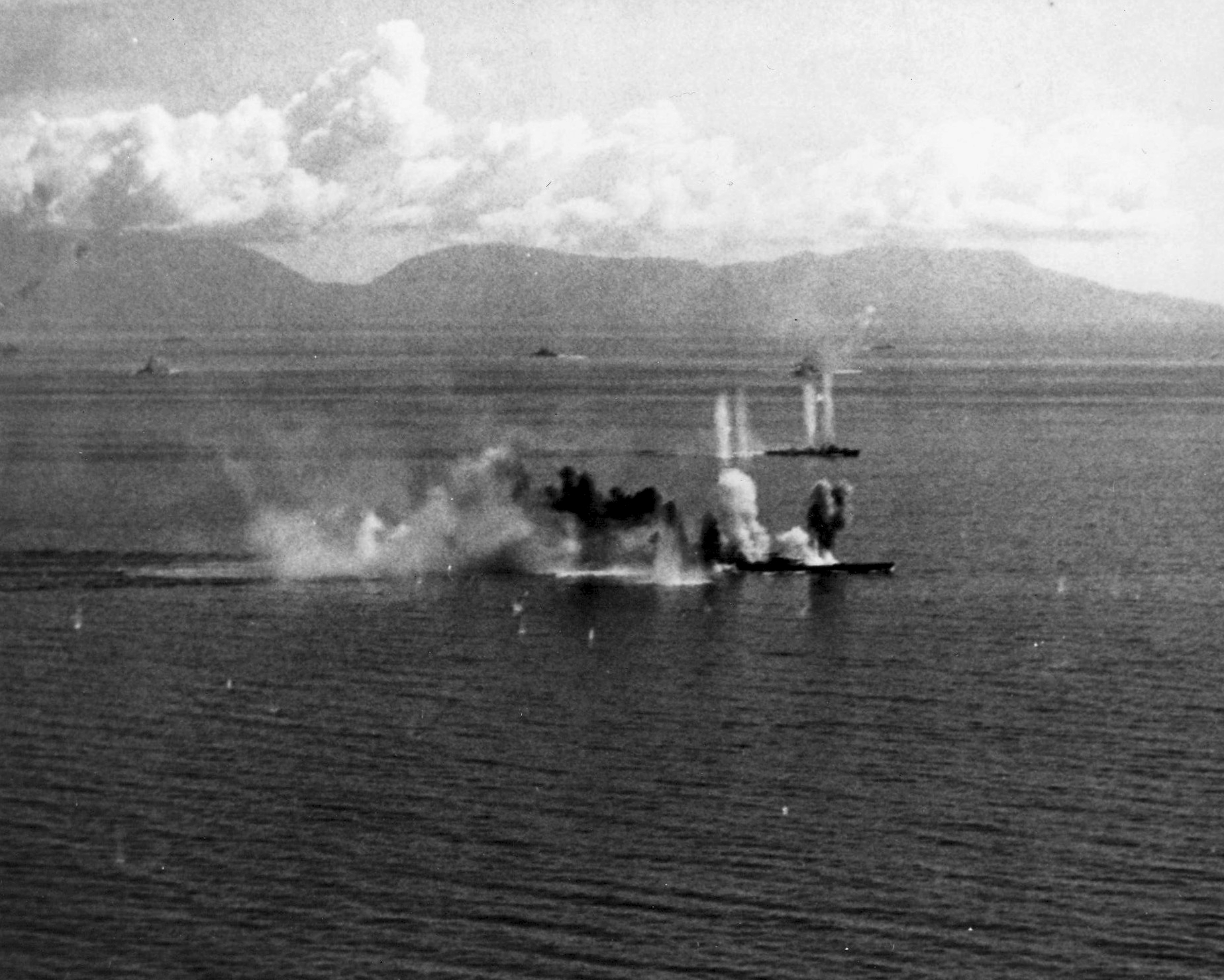
Musashi sob ataque de aviões americanos durante a Batalha do Golfo de Leyte.

O capitão Toshihira Inoguchi substituiu Asakura no comando do Musashi em 12 de agosto de 1944 e foi promovido a contra-almirante em 15 de outubro.  Três dias depois, partiu para a Baía de Brunei, Bornéu, para se juntar à principal frota japonesa em preparação para a Operação Sho-Go, o contra-ataque planejado contra os desembarques americanos em Leyte. O plano japonês pedia que as forças de Ozawa atraíssem as frotas americanas ao norte de Leyte, para que a 1ª Força de Diversão de Kurita (também conhecida como Força Central) pudesse entrar no Golfo de Leyte e destruir as forças americanas que aterrissassem na ilha. Musashi, junto com o restante da força de Kurita, partiu de Brunei para as Filipinas em 22 de outubro.
No dia seguinte, o submarino USS Dace torpedeou e afundou o cruzador pesado Maya, perto de Palawan. O contratorpedeiro Akishimo resgatou 769 sobreviventes e os transferiu para Musashi no final do dia. Em 24 de outubro, durante a travessia do mar de Sibuyan, os navios de Kurita foram avistados por uma aeronave de reconhecimento do porta-aviões USS Intrepid. Pouco mais de duas horas depois, o navio de guerra foi atacado por oito bombardeiros Curtiss SB2C Helldiver vindos do Intrepid às 10:27. Uma bomba de 230 kg atingiu o teto da torre nº 1, sem penetrar. Dois minutos depois, Musashi foi atingido a estibordo no meio do navio por um torpedo de um Grumman TBF Avenger, também vindo do Intrepid. Cerca de trêsmil toneladas de água adentraram o navio pela perfuração do torpedo e este inclinou em 5,5 graus para estibordo, posteriormente reduzido a 1 grau pelos compartimentos de contra-inundação no lado oposto. Durante este ataque, dois Avengers foram abatidos.
Uma hora e meia depois, outros oito Helldivers da Intrepid atacaram Musashi novamente. Uma bomba atingiu o convés superior e não detonou; outro atingiu o lado de bombordo do convés e penetrou dois conveses antes de explodir acima de uma das salas de máquinas. Fragmentos romperam um duto de vapor na sala de máquinas e forçaram seu abandono, bem como o da sala de caldeiras adjacente. A energia foi perdida para o eixo da hélice de bombordo e a velocidade do navio caiu para 22 nós (41 km / h; 25 mph). A bateria antiaérea do Musashi derrubou dois Helldivers durante este ataque. Três minutos depois, nove Avengers atacaram de ambos os lados do navio, atingindo-o com três torpedos a bombordo. Um deles atingiu a torre nº 1, a segunda inundou uma sala de máquinas hidráulicas, forçando as torres principais a mudar para bombas hidráulicas auxiliares, e a terceira inundou outra casa de máquinas. Sistemas de contra-inundação reduziram a inclinação em um grau para bombordo, mas o grau de inundação reduziu a borda livre dianteira do navio em 6 pés (1,8 m). Durante este ataque, Musashi disparou projéteis antiaéreos San Shiki de seu armamento principal; um projétil detonou no canhão do meio da Torre No. 1, possivelmente por causa de um fragmento de bomba no cano, e destruiu o maquinário de elevação da torre.
Às 13:31, o navio foi atacado por 29 aeronaves dos porta-aviões USS Essex e USS Lexington. Dois caças Grumman F6F Hellcat atingiram o convés do navio e torpedos de Helldivers lançaram mais quatro ataques com bombas perto das torres dianteiras. Musashi foi atingido por mais quatro torpedos, três dos quais à frente da torre nº 1, causando extensas inundações. O navio agora estava inclinando um grau para estibordo e consumira tanta água que seu arco agora descia 13 pés (4,0 m) e sua velocidade foi reduzida para 20 nós (37 km / h; 23 mph). Duas horas depois, nove Helldivers da nau Enterprise atacaram com bombas perfurantes de 450 kg, atingindo quatro vezes. O navio foi atingido por mais três torpedos, abrindo seu arco de estibordo e reduzindo sua velocidade para 13 nós (24 km / h; 15 mph). Às 15:25, Musashi foi atacado por 37 aeronaves da Intrepid, o porta-aviões USS Franklin e o porta-aviões USS Cabot. O navio foi atingido por 13 bombas e mais 11 torpedos durante este ataque, abatendo três Avengers e acertando três Helldivers. Sua velocidade foi reduzida para 6 nós (11 km / h; 6,9 mph), seu motor de direção principal foi temporariamente nocauteado e seu leme foi brevemente preso 15 graus à bombordo. As medidas contra-inundação reduziu sua inclinação para seis graus, para ultrapassar o máximo anterior de dez graus.

### Afundamento

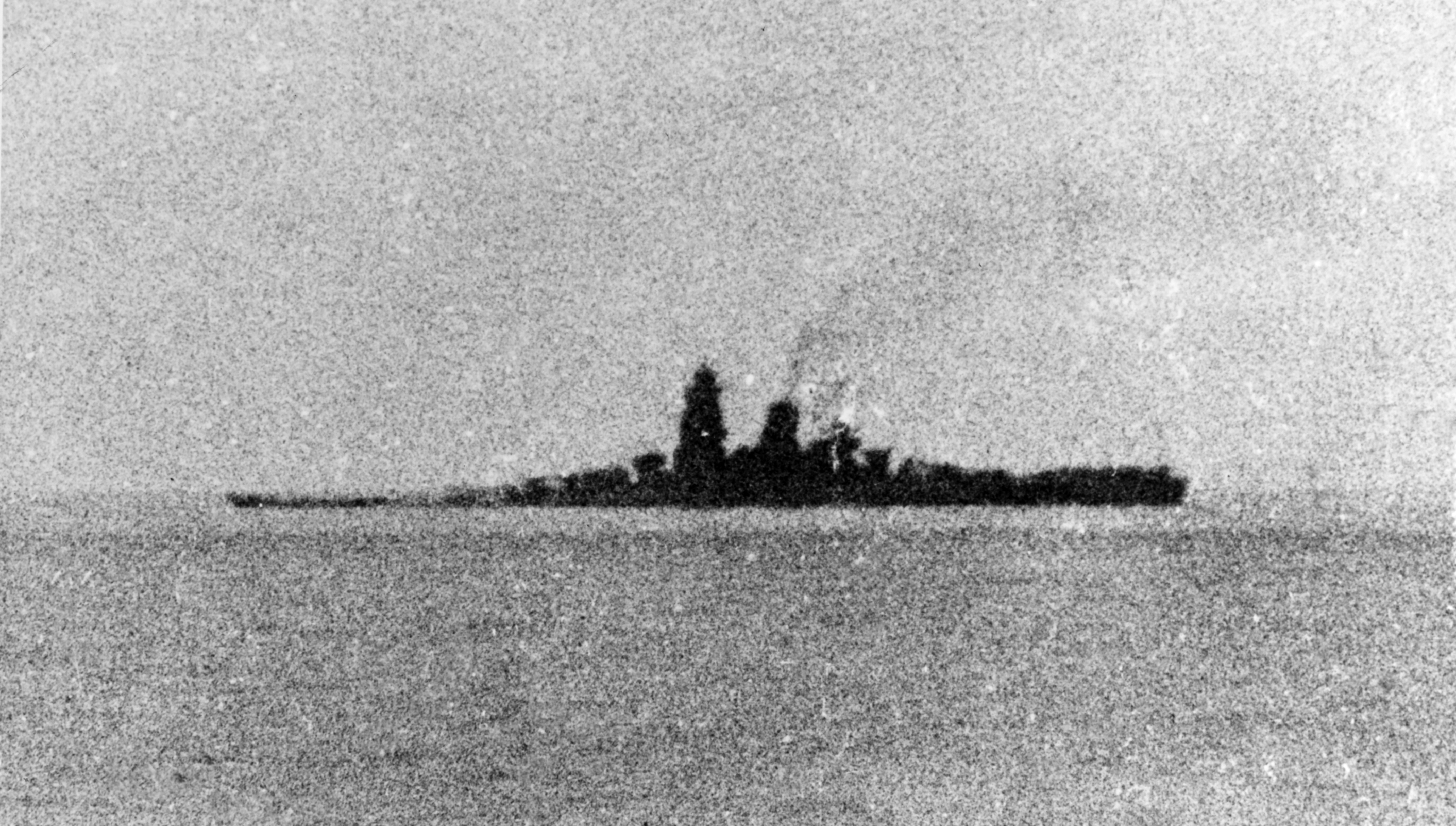
Musashi com a proa em arco, logo após o ataque aéreo que resultou em seu naufrágio.

O navio foi bombardeado com 19 torpedos, 17 bombas e 20 projéteis de canhão e continuou a operar, mostrando sua superioridade perante outros couraçados da marinha japonesa.
Kurita deixou o controle do Musashi para se defender às 15:30 e voltou novamente ao comando às 16:21, depois de reverter o curso. O navio seguia para o norte, com uma inclinação de 10 graus para bombordo, descendo 26 pés (7,9 m) na proa, com o castelo de proa inundado. Kurita demandou um cruzador pesado e dois destróieres para escoltá-la, enquanto esforços frenéticos eram feitos para corrigir sua inclinação, incluindo inundar outra sala de máquinas e algumas salas de caldeiras. Seus motores pararam antes que ela pudesse ser encalhada. Às 19:15, a inclinação alcançou 12 graus e sua equipe recebeu ordens de se preparar para abandonar o navio, o que fizeram quinze minutos depois, quando a inclinação alcançou 30 graus. Musashi emborcou completamente às 19:36 e afundou em 4.430 pés (1.350 m) nas coordenadas 13° 07′ N, 122° 32′ L. Inoguchi escolheu afundar com seu navio ; 1.376 de sua tripulação de 2.399 homens foram resgatados. Cerca de metade de seus sobreviventes foram evacuados para o Japão, e o restante participou da defesa das Filipinas. O contratorpedeiro Shimakaze resgatou 635 dos sobreviventes do cruzador Maya que estavam no Musashi.

## Destroços

### Tentativas e planos anteriores
Em 24 de outubro de 2006, o General Dominador Resos Jr., Presidente da Associação de Patrimônio Cultural Romblon, Inc. (ROCHAI), liderou A Comemoração da Batalha do Mar de Sibuyan em homenagem aos homens que morreram durante a batalha e reconhecer a paz pela qual lutaram. O evento tornou-se uma comemoração multinacional anual. Foi relatado que dois anos depois, em 2008, Resos Jr. estava conversando com personalidades japonesas que estavam interessadas em localizar os restos até então desconhecidos de Musashi. Acreditando que tinha afundado em uma peça, eles tinham planos de resgatar e restaurar o navio de guerra, rebocando-o para uma ilha próxima e convertendo-o em um museu de guerra. No entanto, a descoberta dos destroços e os restos dispersos de Musashi em 2015 provaria que esse feito nunca poderia ser realizado.

### Descoberta
Durante os mais de 70 anos desde que afundou, várias tentativas foram feitas por caçadores de naufrágios para localizar os destroços do navio de guerra japonês, mas nenhum deles conseguiu. Musashi, como outros navios de guerra japoneses, não tinha seu nome de lado, tornando mais difícil para mergulhadores e caçadores de naufrágios encontrá-la. A equipe de pesquisa patrocinada pelo co-fundador da Microsoft, Paul Allen, a encontrou depois de oito anos pesquisando os destroços, passando por vários registros históricos em diferentes países e utilizando de um iate de alta tecnologia, o Octopus e um veículo operado remotamente para ajudá-los em suas operações de busca. Allen anunciou em março de 2015 que a equipe havia realmente encontrado Musashi no mar de Sibuyan, nas Filipinas, a cerca de 910 m abaixo da superfície.
Sabe-se que o navio afundou em uma peça, mas explodiu somente depois que estava embaixo d'água. Detritos estavam espalhados pelo fundo do oceano. A seção do arco da barra número um para a frente fica na vertical enquanto a popa está de cabeça para baixo. A superestrutura avançada e o funil são destacados do resto do navio e ficam a bombordo. Na turnê de vídeo ao vivo realizada pela equipe de expedição, pode-se ver um monte para o selo da Marinha Imperial Japonesa - um crisântemo feito de teca, apodrecido há muito tempo - entre os destroços. O vídeo também mostrou danos causados por torpedos dos EUA, incluindo um arco deformado e golpes sob a arma principal do navio. Outros itens encontrados na área do naufrágio, bem como outros recursos encontrados, levaram os especialistas marítimos a afirmar com 90% de certeza que o naufrágio era Musashi.
Para confirmar ainda que o naufrágio era mesmo Musashi, Shigeru Nakajima, um técnico em eletricidade de Musashi que alegou ter sobrevivido pulando após a ordem de abandonar o navio, disse à AP que estava "certo" da identificação do naufrágio ao ver sua âncora e montagem do selo imperial. Ele também expressou sua gratidão à equipe de expedição por ter encontrado o naufrágio.

### Preservação e proteção
A descoberta dos destroços sob a superfície do mar de Sibuyan levantou problemas quando o governo local de Romblon (que tem jurisdição sobre a área onde os destroços foram encontrados) afirmou que o governo da província e até a Guarda Costeira das Filipinas não sabiam que Allen e sua equipe tinham uma expedição em andamento na área, apesar que o governador Eduardo Firmalo tenha afirmado que se sentiram-se agraciados ao  receberam a notícia da descoberta do navio. Em virtude disto, a Guarda Costeira das Filipinas também declarou que os navios de propriedade estrangeira precisam de autorização do Departamento de Relações Exteriores das Filipinas, do Departamento de Alfândega e do Departamento de Imigração antes de poderem entrar nas águas das Filipinas.
Embora a descoberta do naufrágio seja muito importante para o povo japonês, devido à presença de mais de 1.000 restos de marinheiros japoneses a bordo do navio, o Museu Nacional das Filipinas apoiou o governo de Romblon, declarando: "Qualquer outra atividade (referente a naufrágio) serão regidos por regras e regulamentos estabelecidos." Ele apontou que o local de naufrágio de Musashi, conforme declarado por lei, é considerado um sítio arqueológico sob a jurisdição do território filipino e está "agora dando prioridade à verificação da descoberta, obtenção e compartilhamento de informações importantes, facilitando a proteção e preservação do sítio e formular as próximas etapas apropriadas."